# IC 4974/2
IC 4974/2 је спирална галаксија у сазвијежђу Паун која се налази на листи објеката дубоког неба у Индекс каталогу.
Деклинација објекта је - 61° 51' 46" а ректасцензија 20h 15m 27,2s. Привидна величина (магнитуда) објекта IC 4974 износи 14,7 а фотографска магнитуда 15,5. IC 49742 је још познат и под ознакама ESO 143-16, FAIR 69, PGC 64361.